# Donie Cassidy
Pour les articles homonymes, voir Cassidy.
Donal (« Donie ») Cassidy (né le 15 septembre 1945) est un homme d'affaires et un député irlandais représentant le Comté de Westmeath pour le Fianna Fáil).

## Biographie
Il est né à Castlepollard dans le comté Westmeath. 
Cassidy devient célèbre en Irlande par l'intermédiaire de la musique : il à joué du saxophone avec Jim Tobin et le Fires House Five Band. Il se lance dans les affaires. Il commence en devenant l'agent de Foster et Allen, un duo populaire de chant dont il fait la promotion en Irlande, 
Il se lance en politique en 1982 où il est élu sénateur du Fianna Fáil sur le panel de la vie civile. 
Il est dans le même temps membre du Conseil de Comté de Westmeath entre 1985 et 2003 date à laquelle il doit démissionner pour respecter la loi de non-cumul des mandats. 
Cassidy est élu à Dáil Éireann pour le collège électoral de Westmeath à l'élection de 2002, prenant le siège de Mary O'Rourke nommée au gouvernement.